# Acasis bellaria
Acasis bellaria es una especie de polilla de la familia Geometridae. La especie fue descrita por primera vez por John Henry Leech habiendo sido descrita en 1891, con distribución en el Paleártico.